# Марион, Жан
Жан де Марион (фр. Jeana de Marion, пол. Jan Marian; ум. август 1635, Кодак) — французский офицер, полковни на службе польского короля Владислава IV Вазы, инженер, принимал непосредственное участие в создании проекта и строительстве крепости Кодак, затем её комендант, ветеран Каменецкой кампании против бейлербея Боснии Мехмета-Абазы-паши, закончившейся поражением турок 22 ноября 1633 года.
Участник осады Кодака.
В августе 1635 года уничтожен вместе с гарнизоном, состоявшем из 200 немецких наёмников-драгунов, при штурме крепости казаками гетмана войска запорожского Ивана Сулимы. По распространенной версии, после пыток, комендант Ж.Марион казнён казаками следующим образом: был привязан к дереву с наглухо завязаной на нём одеждой, в которую насыпали порох, после чего подорван через зажженый фитиль.
Иван Сулима потом был схвачен и казнен, а крепость была отстроена заново.